# 영상 믹서

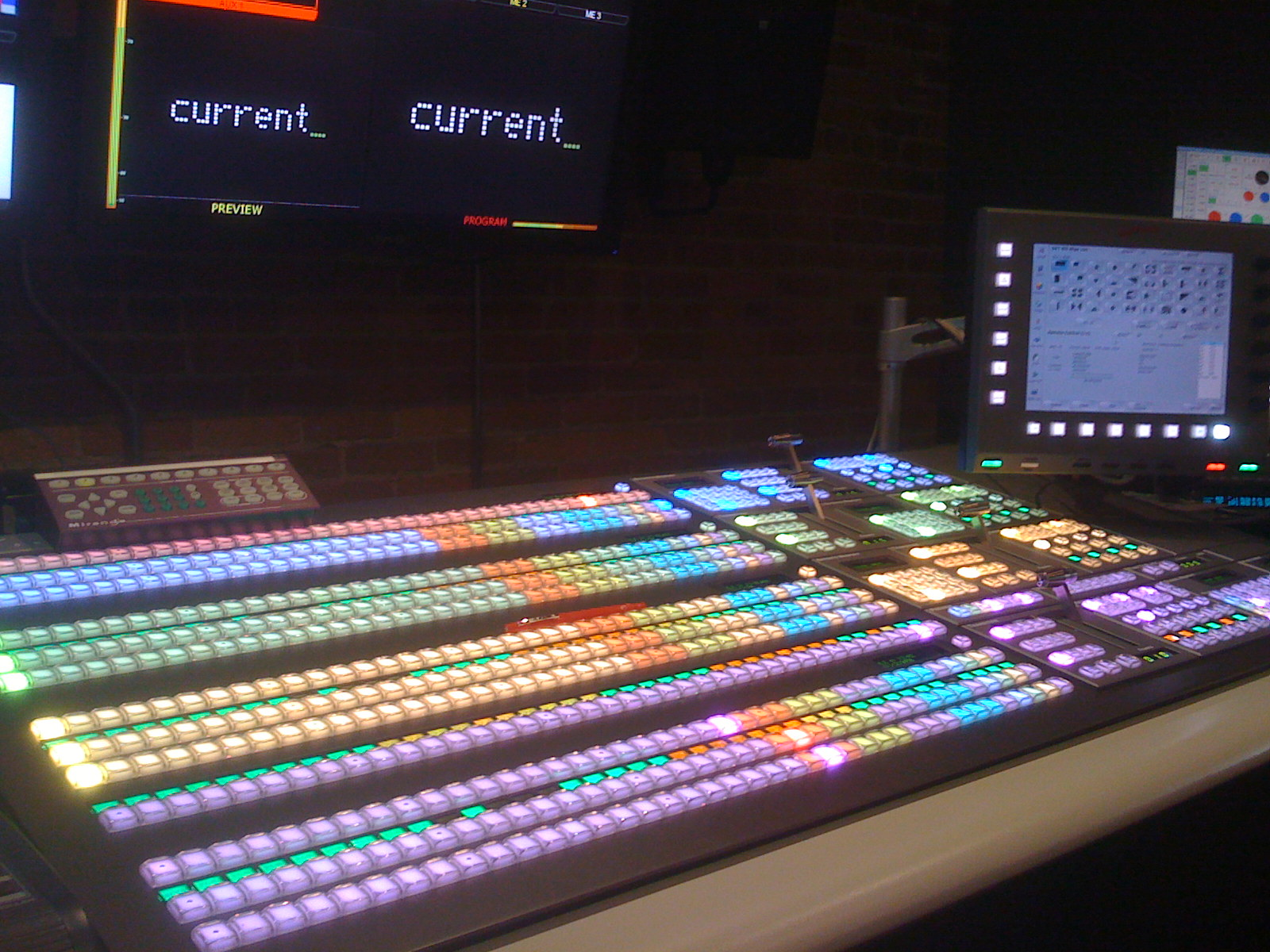
영상 믹서의 한 예

영상 믹서(영상 스위처) 또는 비전 믹서(vision mixer)는 여러 개의 다른 비디오 대상을 선택하는 데에 쓰이는 장치이다. 어떠한 경우 영상을 합성하고 특수 효과를 넣을 수도 있다. 이는 오디오를 처리하는 오디오 믹서와 비슷하다. 일반적으로 비전 믹서는 텔레비전 스튜디오의 제작 제어실, 방송차 또는 후반 제작 시설과 같은 비디오 제작 환경에서 볼 수 있다.

## 설명

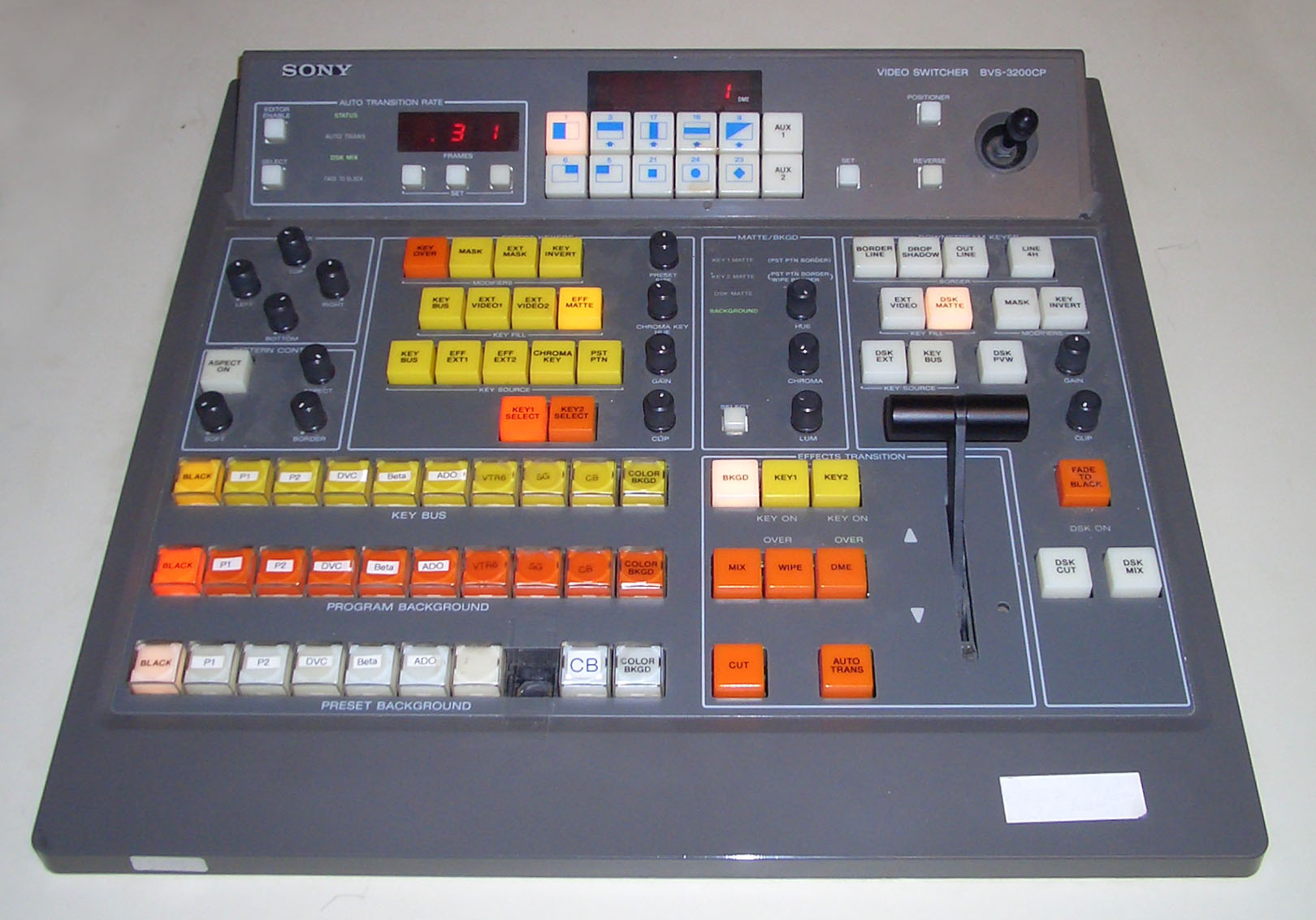
소니 BVS-3200CP

보통 영상 믹서는 텔레비전 스튜디오, 케이블 방송 시설, 상업 생산 시설, 선형 영상 편집실과 같은 전문 텔레비전 생산 환경에서 찾을 수 있다. 영상 스위처 또는 비전 믹서(vision mixer)라고도 하며, 믹서라는 용어는 장치를 운영하는 사람을 일컫기도 한다.
- 한국: 영상 믹서(기), 비디오 믹서, 영상 스위처라고 한다.
- 유럽: 예외적으로 유럽에서는 비전 믹서(vision mixer)와 비디오 믹서(video mixer)라는 용어를 장비와 운영자를 둘 다 서술하기 위해 쓰인다.
- 미국: 보통 기계로서의 비디오 프로덕션 스위처(video production switcher)나 장치의 기술진을 가리킨다.

영상 믹서는 주로 하드웨어 방식이 쓰이며, 소프트웨어 영상 믹서도 존재한다.

## TV 프로덕션에서의 기능 및 사용

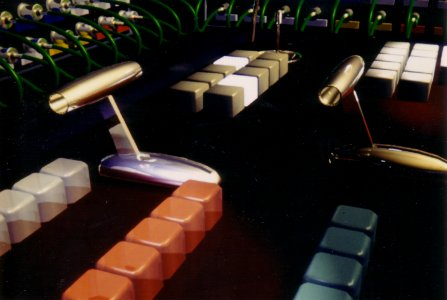
페이더와 여러 단추가 있는 믹서를 3차원 그림으로 나타낸 모습이다.

믹서는 잘라내기(cut) 뿐 아니라 다양한 전환 효과를 만들어 낼 수 있다. 이를테면 디졸브(Dissolve)부터 패턴 와이프(pattern wipe)까지 다양하다. 또, 대부분의 영상 믹서는 키잉 기능을 수행하여 색 신호를 만들 수 있다. (이러한 환경에서 메트 페인트라고 부른다) 대부분의 영상 믹서는 컴포넌트 비디오 연결을 가진 더 새로운 아날로그 모델과 SDI를 사용하는 디지털 모델과 더불어 전문 시장을 대상으로 한다.
이러한 것들은 다음의 환경에서 사용된다.
- 생방송
- 선형 영상 편집을 위한 비디오테이프 텔레비전 생산국

더 오래된 믹서기는 컴포지트 비디오 입력을 받아들인다. 아직도 컴포지트 비디오, S 비디오, 파이어와이어를 지원하는 수많은 소비자 비디오 스위처가 있다.

## 기능

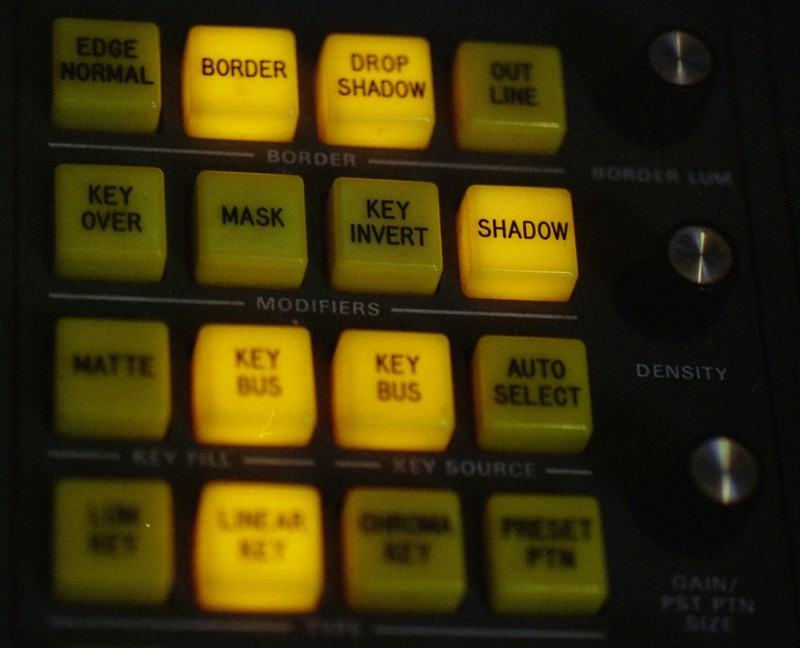
테두리, 그림자, 키잉, 매트 효과 등을 추가할 수 있는 단추들이다.

전문 영상 믹서의 기본 개념은 버스(bus)이다. 영상 소스를 표현하는 각 단추가 포함된 한 열의 단추로 이루어져 있다. 그러한 단추를 누름으로써 그 버스의 영상이 송출된다. 오래된 영상 믹서는 두 개의 동등한 버스를 가지기도 했다. (이를 A/B 믹서라고 불렀다) 이러한 버스들 가운데 하나는 프로그램 버스로 선택할 수도 있다. 그러나 대부분의 현대 믹서는 언제나 프로그램 버스인 버스가 하나 존재하며, 두 번째 주된 버스는 미리 보기 버스가 된다. 이러한 믹서들은 선택된 미리 보기 및 프로그램 버스의 영상을 바꿀 수 있기 때문에 플립 플롭 믹서(flip-flop mixer)라고 부른다. 미리 보기 및 프로그램 버스 둘 다 보통 저만의 비디오 모니터를 가지고 있다.
다른 개념으로는 전환 레버(transition lever)이다. T바(T-bar) 또는 페이드 바(fade bar)라고도 부른다. 이 레버는 오디오 페이더와 비슷하게 두 버스 사이의 전환 효과를 만들어 낸다. 손으로 직접 레버를 잡아 당길 수도 있지만, 단추(혼합-mix, 자동-auto, 자동 변환-auto trans)를 사용하여 이러한 사용자 정의 시간대의 전환 기능을 수행할 수 있다. 잘라내기(cut), 테이크(take)라는 이름의 단추도 있는데 전환 효과 없이 버스를 바로 바꿔칠 수 있는 기능을 제공한다. 이러한 종류의 전환은 전환 섹션에서 선택할 수 있다. 보통 쓰이는 전환 효과(오디오에서의 크로스페이딩과 비슷)는 디졸브와 패턴 와이프이다.
영상 믹서의 세 번째 버스는 키 버스(key bus)이다. 믹서는 하나 이상의 키 버스를 포함할 수 있다. 여기서 신호는 프로그램으로 보낼 키잉을 위해서 선택할 수도 있다. 프로그램에 보이는 영상은 채우기(fill)라고 하는 반면, 키의 반투명을 만드는 마스크를 소스(source)라고 한다. 키 버스 대신, 다른 영상 소스를 채우기 신호로 선택할 수 있지만 키 버스가 보통 키 채우기를 선택할 때 가장 사용하기 쉬운 방식이다. 보통 키는 전환과 똑같은 방식으로 껐다 켰다 할 수 있다. 그러므로 전환 섹션은 프로그램 모드(백그라운드)에서 키 모드로 전환할 수 있다.
세 번째의 주된 버스들은 기본 믹서 섹션, 곧 P/P(Program/Preset)을 형성한다. 대형 믹서는 이러한 종류의 수많은 섹션을 가지고 있으며 이를 혼합/효과(Mix/Effects, 곧 M/E)라고 부른다. 아무 M/E 효과나 P/P 안에서 믹서 기능을 사용하면서 소스로 선택할 수 있다. 왜냐하면 키나 효과는 M/E에서 오프라인(offline)으로 합성된 다음 어떠한 버튼을 하나 누름으로써 생방송으로 송출할 수 있기 때문이다.
P/P 분할 뒤에, 다운스트림 키(downstream keyer)라는 이름의 다른 키가 있다. 텍스트나 그래픽을 키로 처리하는 데에 쓰이는 것이 보통이며, 잘라내기(cut)나 혼합(mix) 단추가 있다.

## 제조업체
- 바코 (제조업체)
- 블랙매직 디자인
- 그래스 밸리
- 뉴텍
- 파나소닉홀딩스
- 필립스
- 롤랜드
- 소니

## 참고 문헌
- “Tools of the trade”. 《renewedvision.com》. 2012년 4월 19일에 원본 문서에서 보존된 문서. 2007년 5월 10일에 확인함.
- “Ampex Production Switcher”. 《CSU-Pueblo Television Production Handbook》. 2012년 4월 19일에 원본 문서에서 보존된 문서. 2005년 2월 28일에 확인함.
- SRT (Hrsg.) Ausbildungshandbuch audiovisuelle Medienberufe, Band 2 2nd Ed. 2000 ISBN 3-7785-2809-2
- Luff, John: "Production switchers ". Broadcast Engineering, November 1 2002
- Moore, Jeff: "Production Switcher Primer ". Ross Video Production Switcher Primer.

## 같이 보기
- 키잉
- 오디오 믹서
- 소프트웨어 영상 믹서